# Sound Juicer
Sound Juicer ist ein freier CD-Ripper für unixartige Systeme, es extrahiert also Musik von Audio-CDs und konvertiert sie in gängige Audioformate. Die Extraktion, auch Digital Audio Extraction genannt, passiert mit Hilfe der cdparanoia-Bibliothek, die Konvertierung erfolgt über das GStreamer-Modul und unterstützt damit z. B. MP3, Ogg-Vorbis und FLAC als Ausgabeformate.
Sound Juicer wurde für eine einfache Anwendung und wenig Aufwand des CD-Rippens entwickelt. So zum Beispiel kann der Sound Juicer bei einer bestehenden Internetverbindung (durch MusicBrainz) automatisch die Titelinformationen herunterladen. Es ist außerdem ein freies und quelloffenes Programm und ist ein offizieller Teil der Gnome-Desktopumgebung, ab der Version 2.10.